# Литосфера
Литосфера (од грчке речи која значи „каменит” — сфера) представља чврсти омотач планете. На Земљи, литосферу чине кора и највиши део мантла које раздваја Мохоровичићев дисконтинуитет. Испод литосфере се налази астеносфера, слабији, топлији, и дубљи део горњег омотача. Граница литосфера-астеносфера одговара отприлике дубини на којој долази до топљења омотача. Литосфера је најхладнији део конвекцијског система који се одвија у Земљи, и она се временом истањује. Литосферу чине тектонске плоче, које се крећу независно једна од друге. Покрети литосферних плоча се називају тектонски покрети, а тектоника плоча се бави изучавањем ове проблематике.
Концепт постојања литосфере као чврстог спољног слоја развио је Барел, који је написао серију радова на ову тему (Барел 1914). Концепт је заснован на примећеном присуству значајних гравитационих аномалија на различитим деловима континенталне коре, на основу чега је закључио да мора постојати чврсти горњи омотач (који називамо литосфера) који се налази изнад меког омотача који је течљив (који је он назвао астеносфера).

## Земљина литосфера
Земљина литосфера, која чини тврди и крути спољни вертикални слој Земље, укључује кору и вршни омотач. Под литосфером се налази астеносфера која је слабији, топлији и дубљи део горњег омотача. Граница литосфера-астеносфера је дефинисана разликом у одговору на стрес: литосфера остаје крута током веома дугих периода геолошког времена у којима се деформише еластично и кроз крто ломљење, док се астеносфера деформише вискозно и прихвата напрезање кроз пластичну деформацију.
Дебљина литосфере се стога сматра дубином до изотерме повезане са прелазом између кртог и вискозног понашања. Температура на којој оливин постаје дуктилан (~1000 °C) се често користи за постављање ове изотерме јер је оливин генерално најслабији минерал у горњем плашту.
Литосфера је хоризонтално подељена на тектонске плоче, које често укључују теране нарасле од других плоча.

### Историја концепта
Концепт литосфере као снажног спољашњег слоја Земље описао је А.Е.Х. Лав у својој монографији из 1911. године „Неки проблеми геодинамике“, а даље је развио Џозеф Барел, који је написао серију радова о концепту и увео термин „литосфера“. Концепт се заснивао на присуству значајних гравитационих аномалија над континенталном кором, из чега је закључио да мора постојати јак, чврст горњи слој (који је назвао литосфера) изнад слабијег слоја који би могао да тече (који је назвао астеносфера). Ове идеје је проширио Реџиналд Алдворт Дејли 1940. године својим семиналним делом „Снага и структура Земље.“ Они су широко прихваћени од стране геолога и геофизичара. Ови концепти јаке литосфере која почива на слабој астеносфери су суштински за теорију тектонике плоча.

### Типови
Литосфера се може поделити на океанску и континенталну литосферу. Океанска литосфера је повезана са океанском кором (која има средњу густину од око 2,9 грама по кубном центиметру) и постоји у океанским басенима. Континентална литосфера је повезана са континенталном кором (која има средњу густину од око 2,7 грама по кубном центиметру) и лежи у основи континената и епиконтиненталног појаса.

#### Океанска литосфера
Океанска литосфера се састоји углавном од мафичне коре и ултрамафичног омотача (перидотита) и гушћа је од континенталне литосфере. Млада океанска литосфера, пронађена на средњеокеанским гребенима, није дебља од коре, али океанска литосфера постаје дебља како стари и удаљава се од средњеокеанског гребена. Најстарија океанска литосфера је типично дебела око 140 . Ово задебљање настаје проводним хлађењем, које претвара врућу астеносферу у литосферски омотач и узрокује да океанска литосфера постаје све дебља и гушћа са годинама. Заправо, океанска литосфера је термални гранични слој за конвекцију у омотачу. Дебљина дела плашта океанске литосфере може се апроксимирати као термички гранични слој који се удебљава као квадратни корен времена.
{\displaystyle h\,\sim \,2\,{\sqrt {\kappa t}}}
Овде је {\displaystyle h} дебљина литосфере океанског омотача, {\displaystyle \kappa } је топлотна дифузивност (приближно 10−6 m²/s) за силикатне стене, и {\displaystyle t} је старост датог дела литосфере. Старост је често једнака L/V, где је L растојање од центра ширења средњеокеанског гребена, а V је брзина литосферске плоче.
Океанска литосфера је била мање густа од астеносфере током неколико десетина милиона година, али након тога је постајала све гушћа од астеносфере. Док је хемијски диференцирана океанска кора лакша од астеносфере, термичка контракција литосфере плашта чини је гушћом од астеносфере. Гравитациона нестабилност зреле океанске литосфере има за последицу да у зонама субдукције океанска литосфера увек тоне испод главне литосфере, која може бити океанска или континентална. Нова океанска литосфера се стално производи на средњеокеанским гребенима и рециклира се назад у плашт у зонама субдукције. Као резултат тога, океанска литосфера је много млађа од континенталне литосфере: најстарија океанска литосфера је стара око 170 милиона година, док су делови континенталне литосфере стари милијардама година.

##### Субдуктована литосфера
Геофизичке студије у раном 21. веку претпостављају да су велики делови литосфере потопљени у омотач до 2900 km до границе језгро-плашт, док други „плутају” у горњем плашту. Постоје делови који се потапају у плашт чак 400 km, али остају „везани“ за континенталну плочу изнад, слично обиму „тектосфере“ коју је предложио Џордан 1988. године. Субдукцијска литосфера остаје крута (што показују дубоки земљотреси дуж Вадати-Бениофове зона) до дубине од око 600 km (370 mi).

#### Континентална литосфера
Континентална литосфера има распон дебљине од око 40 km до можда 280 km; горњих ~30 до ~50 km типичне континенталне литосфере је кора. Кора се разликује од горњег омотача по промени хемијског састава која се дешава на Мохоровичевом дисконтинуитету. Најстарији делови континенталне литосфере леже испод кратона, а литосфера плашта тамо је дебља и мање густа од типичне; релативно мала густина таквих „корена кратона“ плашта помаже у стабилизацији ових региона.
Због своје релативно мале густине, континентална литосфера која стиже у зону субдукције се не може потопити много даље од око 100 km (62 mi) пре поновног изрона. Као резултат тога, континентална литосфера се не рециклира у зонама субдукције на начин на који се рециклира океанска литосфера. Уместо тога, континентална литосфера је скоро трајна карактеристика Земље.

## Ксенолити плашта
Геонаучници могу директно да проучавају природу субконтиненталног омотача испитивањем ксенолита плашта који се налазе у кимберлиту, лампроиту и другим вулканским цевима. Историја ових ксенолита је истражена многим методама, укључујући анализе обиља изотопа осмијума и ренијума. Такве студије су потврдиле да су литосфере плашта испод неких кратона опстајале у периодима дужим од 3 милијарде година, упркос току плашта који прати тектонику плоча.